# إليزابيث الكسندر (ملحنة)
إليزابيث الكسندر (بالإنجليزية: Elizabeth Alexander)‏ هي ملحنة أمريكية، ولدت في 6 أغسطس 1962 في تشيستر في الولايات المتحدة.

## وصلات خارجية
- الموقع الرسمي